# منصورية (بهبهان)
منصورية هي مدينة في مقاطعة بهبهان، إيران. عدد سكان هذه المدينة هو 5,441 في سنة 2016.